# Blake Tuomy-Wilhoit
Blake Tuomy-Wilhoit (* 29. November 1990 in Los Angeles) ist ein ehemaliger US-amerikanischer Schauspieler. Bekanntheit erlangte er durch die Rolle als Nicky Katsopolis in der Fernsehserie Full House.

## Leben und Karriere

### Leben
Blake Tuomy-Wilhoit wurde zusammen mit seinem Zwillingsbruder Dylan am 29. November 1990 in Los Angeles geboren. Seine Eltern sind Karen Tuomy und Jeff Wilhoit. Seine Cousine ist Lisa Wilhoit, die ebenfalls Schauspielerin ist.
Heute arbeitet er als Feuerwehrmann.

### Karriere
Tuomy-Wilhoits Karriere als Schauspieler begann, als er 1991 die Rolle des Nicky Katsopolis in der Sitcom Full House verkörperte. Er spielte die Rolle bis 1995, als die Serie ihr Ende erreichte. Auch in Fuller House, der Fortsetzung der Serie, hatte er mit seinem Zwillingsbruder in der ersten Episode einen Gastauftritt.

## Filmografie
- 1991–1995: Full House (Fernsehserie, ab Staffel 5, 70 Folgen)
- 2016: Fuller House (Fernsehserie, zwei Folge)